# Dave Weldon
Dave Weldon, David Joseph Weldon (ur. 31 sierpnia 1953) – amerykański polityk, członek Partii Republikańskiej. W latach 1995 – 2009 był przedstawicielem piętnastego okręgu wyborczego w stanie Floryda do Izby Reprezentantów Stanów Zjednoczonych.